# Supercopa de Japón 2009
La Supercopa de Japón 2009, también conocida como Supercopa Fuji Xerox 2009 (en inglés: Fuji Xerox Super Cup 2009) por motivos de patrocinio, fue la 16.ª edición de este torneo.
Fue disputada entre Kashima Antlers, como campeón de la J. League Division 1 2008, y Gamba Osaka, como ganador de la Copa del Emperador 2008. El partido se jugó el 28 de febrero de 2009 en el Estadio Nacional de la ciudad de Tokio.

## Participantes
| Bandera de Prefectura de Ibaraki | Kashima Antlers | Campeón de la J. League Division 1 (2008) |
| Bandera de Prefectura de Osaka   | Gamba Osaka     | Campeón de la Copa del Emperador (2008)   |

## Partido
| 28 de febrero de 2009, 13:35 (UTC+9) | Kashima Antlers                         | 3:0 (3:0) | Gamba Osaka | Estadio Nacional, Tokio                                        |                                                                |
|                                      | Kōroki 6' · Marquinhos 14' · Nozawa 39' | Reporte   |             | Asistencia: 36.880 espectadores Árbitro(s): Toshimitsu Yoshida | Asistencia: 36.880 espectadores Árbitro(s): Toshimitsu Yoshida |

### Detalles
| 21         | Guardameta     | Hitoshi Sogahata    |     |
| 2          | Defensa        | Atsuto Uchida       |     |
| 3          | Defensa        | Daiki Iwamasa       |     |
| 19         | Defensa        | Masahiko Inoha      |     |
| 7          | Defensa        | Tōru Araiba         |     |
| 15         | Centrocampista | Takeshi Aoki        |     |
| 10         | Centrocampista | Masashi Motoyama    | 52' |
| 8          | Centrocampista | Takuya Nozawa       |     |
| 11         | Centrocampista | Danilo              |     |
| 13         | Delantero      | Shinzō Kōroki       | 87' |
| 18         | Delantero      | Marquinhos          | 89' |
| Entrenador | Entrenador     | Oswaldo de Oliveira |     |

| 22         | Guardameta     | Yōsuke Fujigaya   |     |
| 2          | Defensa        | Sōta Nakazawa     | 45' |
| 5          | Defensa        | Satoshi Yamaguchi |     |
| 4          | Defensa        | Kazumichi Takagi  | 45' |
| 8          | Centrocampista | Shin'ichi Terada  |     |
| 17         | Centrocampista | Tomokazu Myōjin   |     |
| 27         | Centrocampista | Hideo Hashimoto   |     |
| 13         | Centrocampista | Michihiro Yasuda  |     |
| 7          | Centrocampista | Yasuhito Endō     |     |
| 9          | Delantero      | Lucas             |     |
| 30         | Delantero      | Masato Yamazaki   | 69' |
| Entrenador | Entrenador     | Akira Nishino     |     |

| 14 | Centrocampista | Chikashi Masuda | 52' |
| 9  | Delantero      | Yūzō Tashiro    | 87' |
| 34 | Delantero      | Yūya Ōsako      | 89' |

| 11 | Delantero      | Ryūji Bando    | 45' |
| 6  | Defensa        | Park Dong-Hyuk | 45' |
| 16 | Centrocampista | Hayato Sasaki  | 69' |

| Anotado | 6'  | Shinzō Kōroki | 1-0 |
| Anotado | 14' | Marquinhos    | 2-0 |
| Anotado | 39' | Takuya Nozawa | 3-0 |

| Amonestado | 44' | Masashi Motoyama |

| Amonestado | 33' | Sōta Nakazawa   |
| Amonestado | 38' | Yasuhito Endō   |
| Amonestado | 44' | Lucas           |
| Amonestado | 51' | Masato Yamazaki |
| Amonestado | 88' | Ryūji Bando     |

| Árbitro             | Toshimitsu Yoshida |
| Árbitros asistentes | Toshiyuki Nagi     |
| Árbitros asistentes | Haruhiro Ōtsuka    |
| Cuarto árbitro      | Ryūji Satō         |

| 21         | Guardameta     | Hitoshi Sogahata    |     |
| 2          | Defensa        | Atsuto Uchida       |     |
| 3          | Defensa        | Daiki Iwamasa       |     |
| 19         | Defensa        | Masahiko Inoha      |     |
| 7          | Defensa        | Tōru Araiba         |     |
| 15         | Centrocampista | Takeshi Aoki        |     |
| 10         | Centrocampista | Masashi Motoyama    | 52' |
| 8          | Centrocampista | Takuya Nozawa       |     |
| 11         | Centrocampista | Danilo              |     |
| 13         | Delantero      | Shinzō Kōroki       | 87' |
| 18         | Delantero      | Marquinhos          | 89' |
| Entrenador | Entrenador     | Oswaldo de Oliveira |     |

| 22         | Guardameta     | Yōsuke Fujigaya   |     |
| 2          | Defensa        | Sōta Nakazawa     | 45' |
| 5          | Defensa        | Satoshi Yamaguchi |     |
| 4          | Defensa        | Kazumichi Takagi  | 45' |
| 8          | Centrocampista | Shin'ichi Terada  |     |
| 17         | Centrocampista | Tomokazu Myōjin   |     |
| 27         | Centrocampista | Hideo Hashimoto   |     |
| 13         | Centrocampista | Michihiro Yasuda  |     |
| 7          | Centrocampista | Yasuhito Endō     |     |
| 9          | Delantero      | Lucas             |     |
| 30         | Delantero      | Masato Yamazaki   | 69' |
| Entrenador | Entrenador     | Akira Nishino     |     |

| 14 | Centrocampista | Chikashi Masuda | 52' |
| 9  | Delantero      | Yūzō Tashiro    | 87' |
| 34 | Delantero      | Yūya Ōsako      | 89' |

| 11 | Delantero      | Ryūji Bando    | 45' |
| 6  | Defensa        | Park Dong-Hyuk | 45' |
| 16 | Centrocampista | Hayato Sasaki  | 69' |

| Anotado | 6'  | Shinzō Kōroki | 1-0 |
| Anotado | 14' | Marquinhos    | 2-0 |
| Anotado | 39' | Takuya Nozawa | 3-0 |

| Amonestado | 44' | Masashi Motoyama |

| Amonestado | 33' | Sōta Nakazawa   |
| Amonestado | 38' | Yasuhito Endō   |
| Amonestado | 44' | Lucas           |
| Amonestado | 51' | Masato Yamazaki |
| Amonestado | 88' | Ryūji Bando     |

| Árbitro             | Toshimitsu Yoshida |
| Árbitros asistentes | Toshiyuki Nagi     |
| Árbitros asistentes | Haruhiro Ōtsuka    |
| Cuarto árbitro      | Ryūji Satō         |

|                                    |
| Bandera de Prefectura de Ibaraki   |
| Campeón Kashima Antlers 4.º título |